# Granulit
Granulit (bělokámen) je regionálně vzniklá, metamorfovaná hornina, která vzniká při vyšších teplotách a různých tlacích (středních až vysokých) během regionální metamorfózy. Patří do granulitové facie. Velikost zrna se pohybuje od střední po hrubé a barvu mívá granulit nejčastěji hnědošedou až tmavě šedou, popřípadě bílou. Jedná se o těžkou horninu, často s granoblastickou strukturou (většina minerálů vytváří stejně velká zrna, která jsou do sebe zaklesnutá).
Horninu tohoto typu definoval Johann Heinrich Gottlob Justi v roce 1757 a označil ji jako namiester stein (podle Náměšti nad Oslavou), později ji označil jako weisstein; v češtně se lze setkat s názvem bělokámen.
Pokud je granulit usměrněný a páskovaný, je označován jako leptit.
V některých jiných jazycích se pod termínem granulit rozumí některé druhy granitů případně jakékoliv horniny granulitové facie.

## Vznik a výskyt
Granulity mohou vznikat z leukokrátních granitů, kyselých výlevných hornin, případně arkóz (ty potom patří mezi parabřidlice) ve velkém rozmezí tlaků, od středních po vysoké (5 až 12 kbar). Teplota jejich vzniku se pohybuje od 700 do 900 °C, někdy i více. K takovým podmínkám dochází nejčastěji během extrémního zhrubnutí kůry, v kořenových zónách orogénu (hloubka 7 až 45 km), nebo při extrémním přehřátí kůry, např. v důsledku magmatismu pronikajícímu z oblasti svrchního pláště nebo spodní kůry. Granulity mohou vznikat i z bazických hornin, tento typ je označován jako tmavé granulity.
Na povrchu Země se vyskytuje granulit pouze vzácně. Většinou jej lze nalézt buď jako xenolit v magmatických horninách nebo v horských pásmech.

## Složení

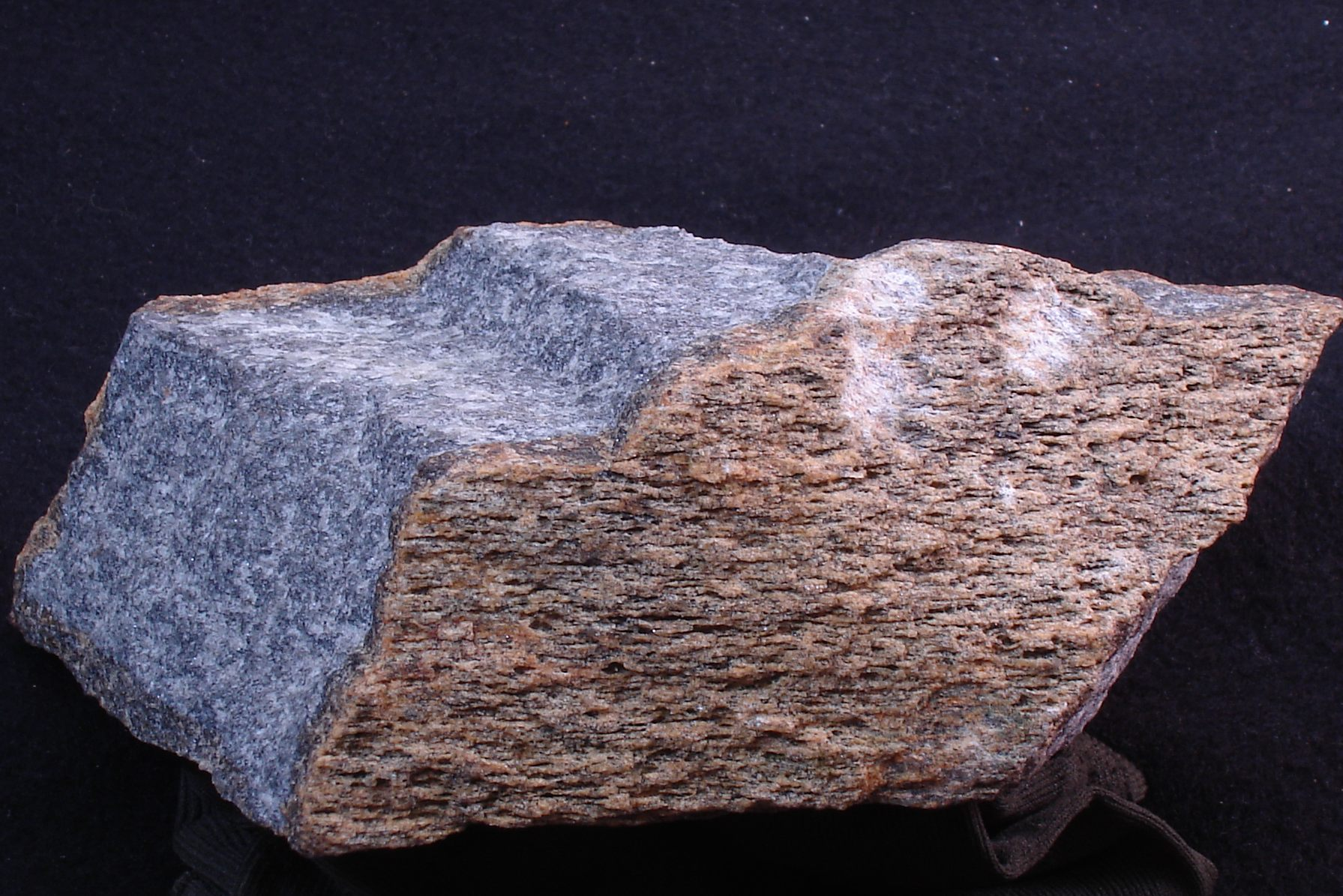
Granulit se slabou foliací, Rio de Janeiro, Brazílie

Granulit se skládá především z bezvodých minerálů:
- živec
- křemen
- granát

Výjimečně jsou zastoupeny i jiné minerály:
- sillimanit
- spinel
- kyanit
- pyroxen
- biotit

## Výskyt
V Českém masivu se nacházejí například v oblasti moldanubika na Šumavě. Ve světě jsou známy ze Saska, okolí měst Roßwein a Penig, Rakouska, kde tvoří celé pohoří Dunkelsteinerwald, ale i ze Skotska či Indie.

## Využití
Granulity nemají zvláštní využití, někdy jsou používány jako stavební kámen či kamenivo.